# Prés à Giverny
Prés à Giverny, soleil levant est une huile sur toile (92 × 80 cm) du peintre Claude Monet datant de 1888. Elle est conservée au musée de l'Ermitage de Saint-Pétersbourg. Cette toile représente des prés au soleil levant à Giverny, village de l'Île-de-France où le peintre possédait une propriété.

## Tableaux de Monet au musée de l'Ermitage
- Dame en blanc au jardin (1867),
- La Seine à Rouen (1872),
- La Seine à Asnières (1873),
- Le Grand Quai au Havre (1874),
- Femme dans un jardin (1876),
- Jardin (1876),
- Coin de jardin à Montgeron (1876),
- Étang à Montgeron (1877),
- Jardin à Bordighera, impression de matin (1884),
- Champ de coquelicots (1886),
- Meule à Giverny (1886),
- Falaises près de Dieppe (1897).